# Gryllacris
Gryllacris is een geslacht van rechtvleugeligen uit de familie Gryllacrididae. De wetenschappelijke naam van dit geslacht is voor het eerst geldig gepubliceerd in 1831 door Jean Guillaume Audinet Serville.

## Soorten
Het geslacht Gryllacris omvat de volgende soorten:
- Gryllacris achetoides Lichtenstein, 1796
- Gryllacris aethiops Brunner von Wattenwyl, 1888
- Gryllacris aliena Walker, 1869
- Gryllacris andamana Karny, 1928
- Gryllacris appendiculata Brunner von Wattenwyl, 1888
- Gryllacris atromaculata Willemse, 1928
- Gryllacris atropicta Griffini, 1911
- Gryllacris barabensis Karny, 1931
- Gryllacris barnesi Chopard, 1937
- Gryllacris barussa Karny, 1931
- Gryllacris bodei Karny, 1928
- Gryllacris brahmina Pictet & Saussure, 1893
- Gryllacris brevistyla Karny, 1931
- Gryllacris buhleri Willemse, 1953
- Gryllacris buruensis Karny, 1924
- Gryllacris ceticulata Brunner von Wattenwyl, 1888
- Gryllacris concolorifrons Karny, 1937
- Gryllacris contracta Walker, 1869
- Gryllacris cyclopimontana Karny, 1924
- Gryllacris discoidalis Walker, 1869
- Gryllacris disjuncta Karny, 1928
- Gryllacris ebneri Karny, 1924
- Gryllacris elongata Fritze, 1908
- Gryllacris emarginata Karny, 1925
- Gryllacris equalis Walker, 1859
- Gryllacris eta Karny, 1925
- Gryllacris fastigiata Linnaeus, 1758
- Gryllacris festae Griffini, 1911
- Gryllacris fossilis Karny, 1928
- Gryllacris funebris Brunner von Wattenwyl, 1898
- Gryllacris fuscifrons Gerstaecker, 1860
- Gryllacris ganazzi Giglio-Tos, 1907
- Gryllacris gracilis Walker, 1869
- Gryllacris hantusi Griffini, 1909
- Gryllacris indeterminata Karny, 1924
- Gryllacris infumata Brunner von Wattenwyl, 1888
- Gryllacris jacobsoni Karny, 1924
- Gryllacris javanica Griffini, 1908
- Gryllacris kinabaluensis Griffini, 1914
- Gryllacris kledangensis Karny, 1923
- Gryllacris libidinosa Karny, 1931
- Gryllacris macrura Karny, 1931
- Gryllacris maculata Giebel, 1861
- Gryllacris malayana Fritze, 1908
- Gryllacris marginata Walker, 1869
- Gryllacris matura Karny, 1931
- Gryllacris mjorbergi Karny, 1925
- Gryllacris modestipennis Karny, 1935
- Gryllacris nigrilabris Gerstaecker, 1860
- Gryllacris nigroaeniculata Brunner von Wattenwyl, 1888
- Gryllacris obscura Brunner von Wattenwyl, 1888
- Gryllacris ouwensi Karny, 1924
- Gryllacris pallidula Serville, 1838
- Gryllacris peracca Karny, 1923
- Gryllacris piracicabae Piza, 1975
- Gryllacris pulchra Griffini, 1909
- Gryllacris pumila Karny, 1925
- Gryllacris pustulata Stål, 1877
- Gryllacris rufovaria Kirby, 1888
- Gryllacris servillei Haan, 1842
- Gryllacris signifera Stoll, 1813
- Gryllacris sirambeica Griffini, 1908
- Gryllacris solutifascia Karny, 1937
- Gryllacris sumbaensis Willemse, 1953
- Gryllacris tessellata Drury, 1770
- Gryllacris thailandi Gorochov, 2007
- Gryllacris uvarovi Karny, 1926
- Gryllacris vicosae Piza, 1975
- Gryllacris vietnami Gorochov, 2007
- Gryllacris vittata Walker, 1869
- Gryllacris voluptaria Brunner von Wattenwyl, 1888